# Bolswarderweg (Sneek)
De Bolswarderweg is een belangrijke doorgaande weg op de rand van de wijk Hemdijk in Sneek.
De weg kreeg zijn naam in 1842 en werd vernoemd naar de stad Bolsward, in welke richting de weg vanuit Sneek leidt. De weg was een van de eerste verharde wegen in Friesland en diende ter stimulering en verbetering van het vervoer over de weg. De straat verbindt de Parkstraat met de Harste.
Tussen 1882 en 1968 lag in de weg de rails van de Tramlijn Sneek - Bolsward.
Aan de Bolswarderweg bevindt zich het Wilhelminapark.